# NGC 1730
NGC 1730 je galaksija u zviježđu Zecu.

## Vanjske poveznice
- SEDS: NGC 1730